# Dorothy Celeste Boulding Ferebee

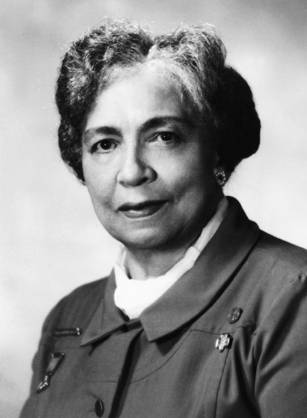
Dorothy Celeste Boulding Ferebee

Dorothy Celeste Boulding Ferebee (* 10. Oktober 1898 in Norfolk, Virginia, USA; † 14. September 1980 in Washington, D.C., USA) war eine US-amerikanische Medizinerin und Bürgerrechtsaktivistin.

## Leben und Werk
Ferebee war die Tochter des Superintendenten für den U.S. Railway Mail Service, Benjamin Richard Boulding, und von Florence Cornelia Paige. Ihr Großvater mütterlicherseits, Richard Gault Leslie Paige, wurde als Sklave geboren, wurde ein wohlhabender Geschäftsmann und Mitglied der gesetzgebenden Körperschaft des Bundesstaates Virginia. Ferebee wuchs in Norfolk auf, lebte aber auch bei Familienmitgliedern in Boston. Nachdem sie 1915 die English High School mit Auszeichnung abgeschlossen hatte, schloss sie 1920 ihr Studium am Simmons College mit Auszeichnung ab. Sie studierte dann am Tufts University College of Medicine, wo sie 1924 bei ihrem Abschluss zu den fünf besten Studenten ihrer Klasse zählte.
Trotz ihrer guten Noten im Medizinstudium hatte Ferebee Schwierigkeiten, eine Stelle als Assistenzärztin zu finden, da für die Bewerbungen ein Foto erforderlich war. Schließlich nahm sie das Freedmen’s Hospital auf, ein von Afroamerikanern geführtes Krankenhaus in Washington, D.C., das später Teil der Howard University wurde. Hier entwickelte sie ihr Interesse an Geburtshilfe und erhielt 1927 eine Anstellung als Geburtshelferin.

## Projekt Southeast Neighborhood House und Direktorin an der Howard University Medical School
Nach Abschluss ihres Praktikums 1925 eröffnete sie ihre eigene Praxis in einem Viertel von Capitol Hill ohne Rettungsdienst. Um die Gesundheitsversorgung zu verbessern, überzeugte sie die Treuhänder des Friendship House, ein gemeinnütziges, medizinisches Zentrum als eine Zusatzklinik für Afroamerikaner zu eröffnen. Sie gründete 1929 das Southeast Neighborhood House, das den Anwohnern medizinische Versorgung, Tagesbetreuung und Freizeitmöglichkeiten bot. Ferebee gründete auch die Southeast Neighborhood Society mit einem Spielplatz und einer Tagesbetreuung für Kinder berufstätiger Mütter. Im selben Jahr wechselte sie an die Fakultät der Howard University Medical School und wurde Gründungspräsidentin des philanthropischen und pädagogischen Women’s Institute. Von 1949 bis 1968 war sie Direktorin des Gesundheitswesens der Howard University Medical School.
1930 heiratete sie den Zahnarzt Claude Thurston Ferebee, den sie im Freedmen’s Hospital kennengelernt hatte. Sie bekam mit ihm im folgenden Jahr Zwillinge.

## Mississippi-Gesundheitsprojekt
Obwohl Ferebee weiterhin in Washington lebte und an der Howard University Medical School arbeitete, verbrachte sie die Sommer von 1935 bis 1942 als Direktorin des Mississippi Health Project, eines von der afroamerikanischen Schwesternschaft Alpha Kappa Alpha (AKA) gesponserten Programms zur Gesundheitsfürsorge. Jeden Sommer reisten sie und andere Freiwillige der Schwesternschaft in das Mississippi-Delta, um afroamerikanischen Pächtern und ihren Familien medizinische Untersuchungen, Impfungen und Gesundheitserziehung anzubieten. Etwa 15.000 Kinder wurden dadurch gegen Pocken und Diphtherie immunisiert. Der US Public Health Service lobte das Mississippi Health Project als eine der effektivsten freiwilligen Kampagnen im Bereich der öffentlichen Gesundheit in der Geschichte und Eleanor Roosevelt lud Ferebee in das Weiße Haus ein.
Ferebee war von 1939 bis 1941 Präsidentin von Alpha Kappa Alpha und machte in dieser Zeit das Projekt durch eine Reihe öffentlicher Vorträge und eine CBS-Radiosendung bekannt.

## Einsatz für Bürgerrechte und Präsidentin des National Council of Negro Women
Ferebee begann mit dem National Council of Negro Women (NCNW) zusammenzuarbeiten, einer Dachorganisation, die Tausende afroamerikanischer Frauen vertritt, und freundete sich mit der NCNW-Gründerin und Präsidentin Mary McLeod Bethune an. Sie begleitete Bethune 1949 zur UN-Konferenz in San Francisco. Von 1949 bis 1953 war sie als Nachfolgerin von Bethune die zweite Präsidentin des NCNW und verstärkte die Bemühungen der Organisation zur Förderung der Gesundheitserziehung und zur Beseitigung der Diskriminierung von Minderheiten in den Bereichen Wohnen, Gesundheitsfürsorge, Bildung und Streitkräfte.
1963 nahm sie an einer Wählerregistrierungsaktion in Dallas County (Alabama) teil, da von 15.115 wahlberechtigten Afroamerikanern lediglich 242 registriert waren.
Ferebee setzte sich als Mitglied zahlreicher nationaler und internationaler Organisationen für Gesundheitsversorgung und Bürgerrechte ein. Sie war Vorstandsmitglied des Kinder- und Jugendrats des Weißen Hauses und des Kinderhilfswerks der Vereinten Nationen (UNICEF). Das US-Außenministerium wählte sie 1951 als Delegierte für den Internationalen Rat der Frauen der Welt in Griechenland aus. Das Frauenbüro des Arbeitsministeriums berief sie in eine Delegation, die die Auswirkungen der Nachkriegsbedingungen auf Frauen und Kinder in Deutschland beobachtete.
Präsident John F. Kennedy wählte Ferebee als Mitglied des Council for Food for Peace aus und sandte sie auf eine fünfmonatige Reise durch Afrika. Präsident Lyndon B. Johnson ernannte sie 1967 zu einer von fünf US-Delegierten zur zwanzigsten Versammlung der Weltgesundheitsorganisation in Genf. Im selben Jahr berief der Bürgermeister von Washington, D.C., Walter Washington, sie in die Commission on the Status of Women, wo sie von 1971 bis 1974 Vorsitzende war.
Sie trat 1968 offiziell von ihrer Position an der Howard University zurück, hielt aber weiterhin Vorlesungen über Präventivmedizin an der Tufts University.
Ferebee war Mitglied der nationalen Vorstände der Young Women’s Christian Association (YWCA) und der Girl Scouts of America. Das Simmons College verlieh Ferebee 1959 seinen ersten Distinguished Alumna Award. Sie war 1975 Leiterin der Washington’s International Women’s Year-Initiative sowie Gründerin des Women’s Institute der American University.
Ferebee starb 1980 im Georgetown University Hospital in Washington, D.C.
1988 wurde in ihrem Namen ein Simmons-Stipendium eingerichtet.